# Saint-Thélo
Saint-Thélo (bretonisch: Sant-Teliav) ist eine französische Gemeinde mit 377 Einwohnern (Stand: 1. Januar 2022) im Département Côtes-d’Armor in der Region Bretagne.

## Geographie
Umgeben wird Saint-Thélo von den sieben Nachbargemeinden:
| Merléac       | Uzel                                        | Saint-Hervé |
| Le Quillio    | Kompassrose, die auf Nachbargemeinden zeigt | Grâce-Uzel  |
| Saint-Caradec | Trévé                                       |             |

## Bevölkerungsentwicklung
| 1962 | 1968 | 1975 | 1982 | 1990 | 1999 | 2008 | 2012 | 2020 |
| 639  | 676  | 554  | 531  | 458  | 444  | 432  | 420  | 383  |

## Sehenswürdigkeiten
Siehe: Liste der Monuments historiques in Saint-Thélo